# The Globe and Mail
The Globe and Mail är en engelskspråkig kanadensisk dagstidning med säte i Toronto, Ontario som getts ut sedan 1844. Tidningen ägs av holdingbolaget The Woodbridge Company.
Tidningen hette ursprungligen The Globe och grundades av George Brown, en emigrant från Skottland som kom att bli en av grundlagsfäderna i den kanadensiska statsbildningsprocessen 1867. 
1936 slogs tidningen samman med The Mail and Empire och fick därefter sitt nuvarande namn.
Tidningen ges ut i två olika upplagor, en för Toronto och Gyllene hästskon samt i en rikstäckande variant. Enligt Digital News Report 2018 var räckvidden för den tryckta versionen 13 procent av den kanadensiska befolkningen och för webbversionen 14 procent.

## Se även

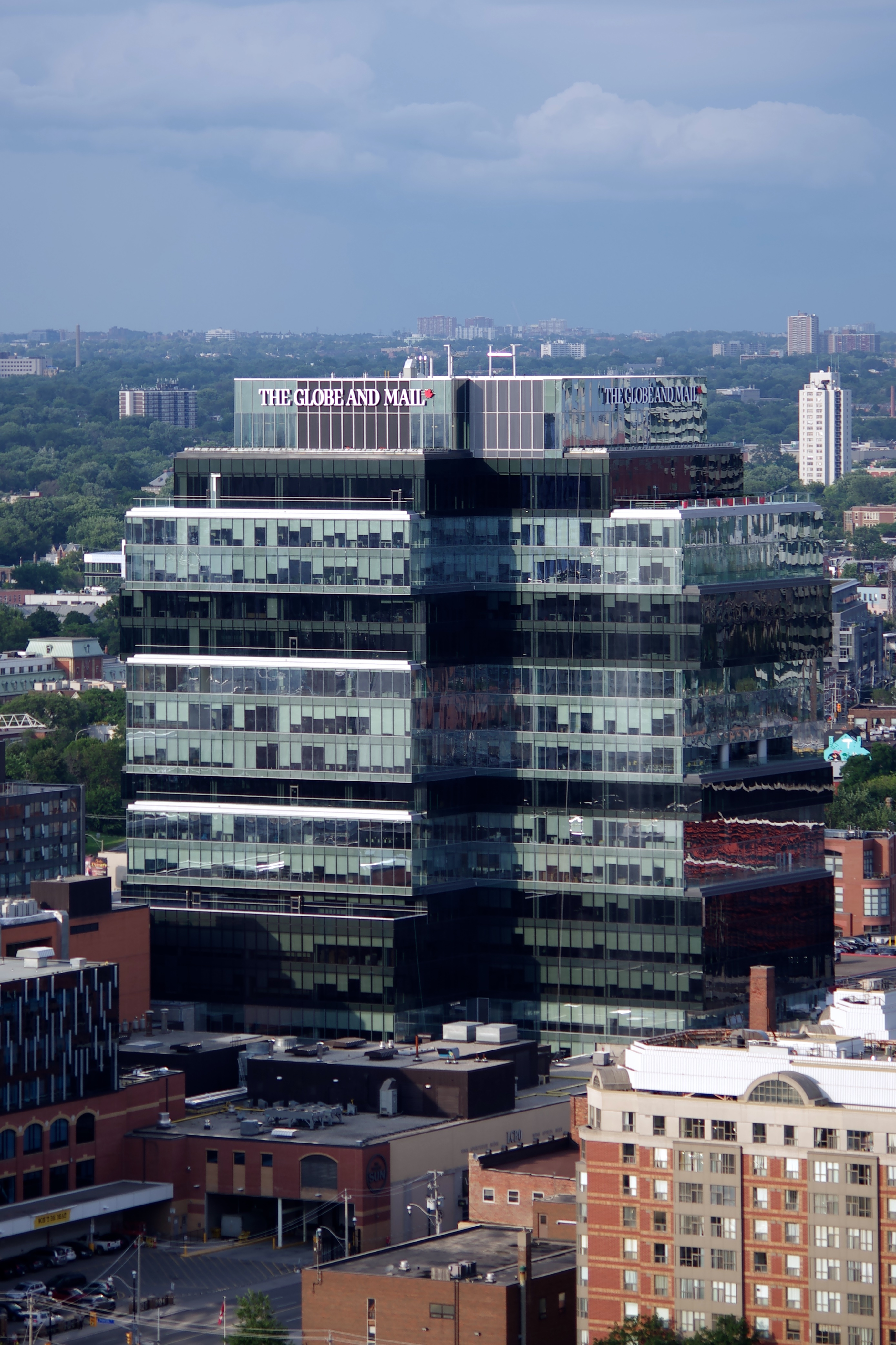
Globe and Mail Centre på King Street East i centrala Toronto är sedan 2016 säte för The Globe and Mail.